# ジーヴァカ経
『ジーヴァカ経』（ジーヴァカきょう、巴: Jīvaka-sutta, ジーヴァカ・スッタ）とは、パーリ仏典経蔵中部に収録されている第55経。
釈迦がマガダ国ラージャガハ（王舎城）の医者ジーヴァカに仏法を説いていく。

## 構成

### 登場人物
- 釈迦
- ジーヴァカ

### 場面設定
ある時、釈迦は、マガダ国ラージャガハ（王舎城）の医者ジーヴァカが所有するマンゴー園に滞在していた。
そこにジーヴァカが訪れ、釈迦に肉食批判について問う。
釈迦は殺された肉でなければ食べてもいいこと、そして殺生することは罪を負うことになると説く。
ジーヴァカは法悦し、三宝への帰依を誓う。

## 日本語訳
- 『南伝大蔵経・経蔵・中部経典2』（第10巻） 大蔵出版
- 『パーリ仏典 中部（マッジマニカーヤ）中分五十経篇I』 片山一良訳 大蔵出版
- 『原始仏典 中部経典2』（第5巻） 中村元監修 春秋社